# Беніша (Каліфорнія)
Беніша (англ. Benicia) — місто (англ. city) в США, в окрузі Солано штату Каліфорнія. Населення — 27 131 особа (2020).

## Географія
Беніша розташована за координатами 38°4′8″ пн. ш. 122°9′3″ зх. д. / 38.06889° пн. ш. 122.15083° зх. д. (38.068800, -122.150946).  За даними Бюро перепису населення США в 2010 році місто мало площу 40,71 км², з яких 33,49 км² — суходіл та 7,23 км² — водойми.

## Демографія
Згідно з переписом 2010 року, у місті мешкало 26 997 осіб у 10 686 домогосподарствах у складі 7419 родин. Густота населення становила 663 особи/км².  Було 11306 помешкань (278/км²).
Расовий склад населення:
| - 72,5 % — білих - 11,1 % — азіатів - 5,6 % — чорних або афроамериканців - 0,5 % — корінних американців - 0,4 % — вихідців з тихоокеанських островів - 3,3 % — осіб інших рас |

До двох чи більше рас належало 6,7 %. Частка іспаномовних становила 12,0 % від усіх жителів.
За віковим діапазоном населення розподілялося таким чином: 23,4 % — особи молодші 18 років, 64,1 % — особи у віці 18—64 років, 12,5 % — особи у віці 65 років та старші. Медіана віку мешканця становила 42,9 року. На 100 осіб жіночої статі у місті припадало 92,7 чоловіків;  на 100 жінок у віці від 18 років та старших — 88,9 чоловіків також старших 18 років.
Середній дохід на одне домашнє господарство  становив 110 189 доларів США (медіана — 88 394), а середній дохід на одну сім'ю — 128 124 долари (медіана — 111 446). Медіана доходів становила 82 981 долар для чоловіків та 63 265 доларів для жінок. За межею бідності перебувало 5,4 % осіб, у тому числі 5,1 % дітей у віці до 18 років та 4,3 % осіб у віці 65 років та старших.
Цивільне працевлаштоване населення становило 13 566 осіб. Основні галузі зайнятості: освіта, охорона здоров'я та соціальна допомога — 25,3 %, науковці, спеціалісти, менеджери — 13,2 %, мистецтво, розваги та відпочинок — 8,4 %, виробництво — 8,3 %.